# 南部高速铁路
南部高速铁路（荷蘭語：Hogesnelheidslijn Zuid）是一條125公里長的高鐵路線，由荷蘭首都阿姆斯特丹直達比荷邊界，另有一支線往布雷達。連同比利時的HSL 4路線形成了阿姆斯特丹至安特衛普高速通道。起初預計於2007年通車，但後來通車儀式在2009年9月6日才舉行，對外開放日期延遲至翌日。
由2009年12月13日起，大力士高速列車開行阿姆斯特丹至巴黎和布魯塞爾服務，時速達300公里。其他列車則為160公里。